# Lespesia dubia
Lespesia dubia là một loài ruồi trong họ Tachinidae.